# GoToMeeting
O GoToMeeting é uma solução baseada em software, desenvolvida pela empresa GoTo, que oferece uma plataforma para reuniões profissionais virtuais com foco em recursos e administradores, nas quais estes últimos podem facilmente gerenciar os participantes integrando com diversas tecnologias como o Active Directory
Diversos recursos são fornecidos como gravações de tela, captura, compartilhamento e outros, sendo atendidos pelos navegadores web nos sistemas operacionais macOS, Windows, Chrome OS e Linux. Para os Dispositivos móveis, são oferecidos os aplicativos em seus respectivos sistemas operacionais como iOS e Android.
A plataforma não possui plano gratuito, mas permite testar gratuitamente por 14 dias. Apesar do site e da plataforma estarem disponíveis na língua portuguesa, seu pagamento é feito em dólares.